# Tennistoernooi van Nottingham 2019
Het tennistoernooi van Nottingham van 2019 werd van maandag 10 tot en met zondag 16 juni 2019 gespeeld op de grasbanen van het Nottingham Tennis Centre in de Engelse stad Nottingham. De officiële naam van het toernooi was Nature Valley Open.
Het toernooi bestond uit twee delen:
- WTA-toernooi van Nottingham 2019, het toernooi voor de vrouwen
- een challenger-toernooi voor de mannen

## Toernooikalender
| Nottingham        | juni 2019 | juni 2019 | juni 2019 | juni 2019 | juni 2019   | juni 2019    | juni 2019    |
| Nottingham        | maa 10    | din 11    | woe 12    | don 13    | vrĳ 14      | zat 15       | zon 16       |
| ----------------- | --------- | --------- | --------- | --------- | ----------- | ------------ | ------------ |
| vrouwenenkelspel  | regen     | regen     | 1e ronde  | 2e ronde  | kwartfinale | halve finale | halve finale |
| vrouwendubbelspel | regen     | regen     |           | 1e ronde  | 2e ronde    | halve finale | finale       |

ATP-toernooi van Nottingham – WTA-toernooi van Nottingham

2015 · 2016 · 2017 · 2018 · 2019 · 2020 · 2021 · 2022 · 2023 · 2024